# Херингсдорф
Херингсдорф (њем. Heringsdorf) општина је у њемачкој савезној држави Мекленбург-Западна Померанија. Једно је од 89 општинских средишта округа Остфорпомерн. Према процјени из 2010. у општини је живјело 9.443 становника. Посједује регионалну шифру (AGS) 13059112.

## Географски и демографски подаци
Херингсдорф се налази у савезној држави Мекленбург-Западна Померанија у округу Остфорпомерн. Општина се налази на надморској висини од 5 метара. Површина општине износи 37,5 km². У самом мјесту је, према процјени из 2010. године, живјело 9.443 становника. Просјечна густина становништва износи 252 становника/km².